# Distrito de Calláyuc
El distrito de Callayuc es uno de los quince que conforman la provincia de Cutervo, en la región Cajamarca al norte del Perú.
Tiene una extensión de 316.05 km² de superficie, que representa el 10,4% del territorio de la provincia de Cutervo. Limita por el norte con el distrito de Colasay (Jaén), por el este con el distrito de Santa Cruz, por el sureste con el Distrito de San Andrés de Cutervo, por el sur, con Santo Domingo de la Capilla y al oeste con el  distrito de Querocotillo.
Ubicado en el norte del Perú, entre las regiones naturales de ceja de selva y sierra, tenía en 2015 una población de 10,321 habitantes según el INEI. Las condiciones geográficas favorecen la existencia de una vasta flora y fauna. Por condiciones geográficas, logísticas e históricas mantiene   un fluido vínculo  con la provincia de Jaén; principalmente comerciales,  de quien dista 51 km. Es un territorio bisagra, dado que permite el paso de la carretera longitudinal  PE-5N en su latitud norte, y a su efecto por el noreste se prolonga una vía terrestre de importancia regional,  Puerto Chiple es parte de su territorio y es la principal entrada de acceso hacia este distrito y también hacia la provincia de Cutervo y otras poblaciones cajamarquinas.
En términos de orden eclesiástico, dicho territorio forma parte de la Prelatura de Chota, sufragánea de la Arquidiócesis de Piura.

## Historia
De acuerdo a la documentación colonial, el bautismo original dado en la administración monárquica española, cita al pueblo denominándolo Santa Ana de Callayuc, de acuerdo a un documento en específico que data del año de 1813. En síntesis, ese sería el nombre original español del pueblo, evidenciando su pasado colonial de pueblo católico y mestizo, ambas características que se han mantenido intactas hasta la fecha, en sus festividades religiosas y en su heráldica casi total de orígenes hispanos.
La toponimia del término Callayuc, es sin duda de algún vocablo originario prehispánico, pero aún no se puede determinar con certeza su origen, dado que en su ubicación geográfica hubo varios pueblos y lenguas ya muertas que han sido difíciles de precisar. Comúnmente se hace mención al origen quechua del vocablo K'alla = loro o perico, y el sufijo Yuq= que en quechua es dado para señalar a "el que tiene", por lo que como popularmente se cree y se menciona el término significaría "el lugar que contiene loros".
Pero existen enormes variabilidades e imprecisiones que derivan de innumerables conjugaciones con el término Callayuc, además del cambio léxico-semántico que ocurre a través del tiempo, y al no haber registros precisos y contundentes de su lengua de origen y su significado, queda en duda y por descubrir su significado toponímico. 

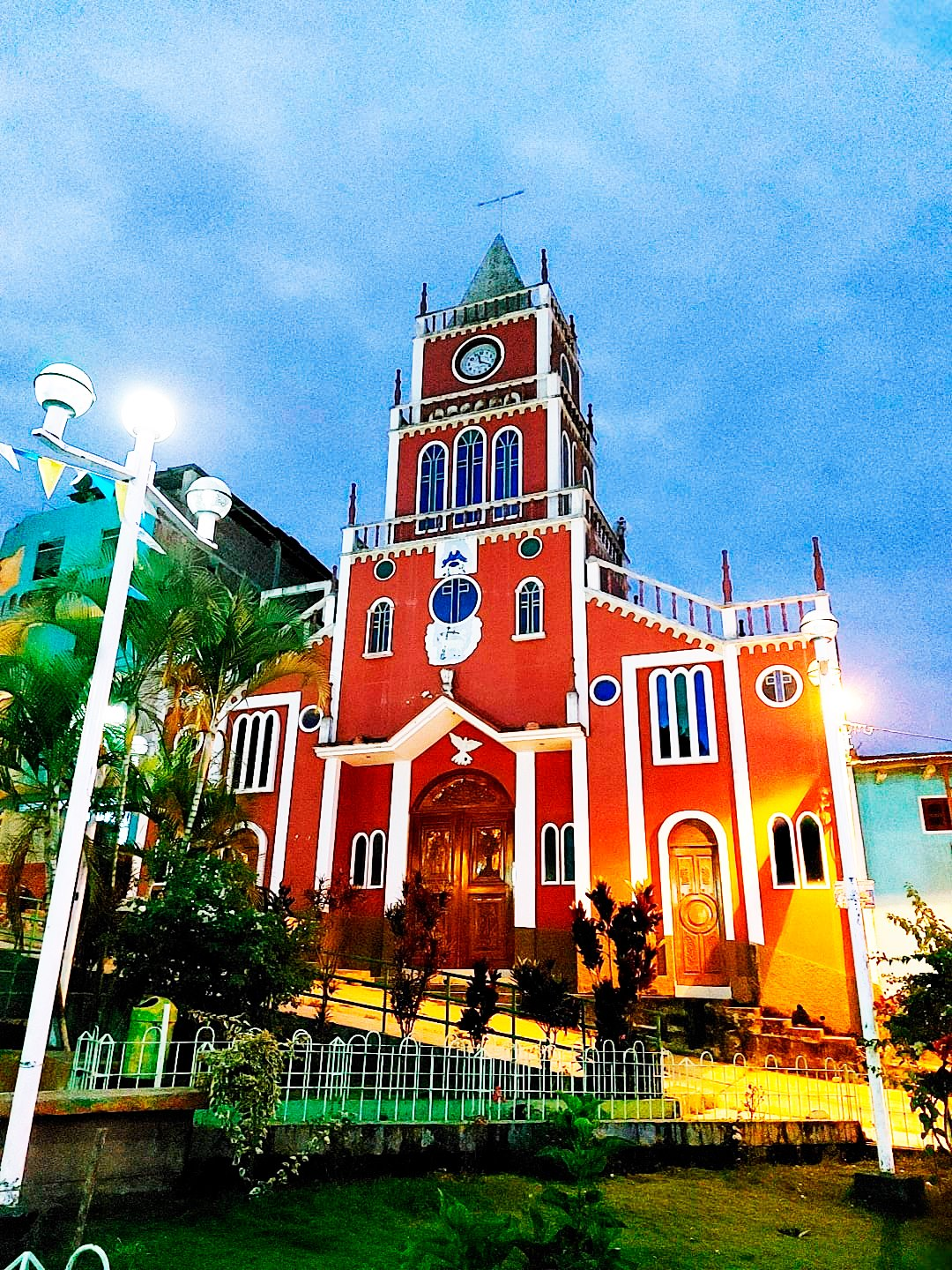
Iglesia Matriz

Desde el punto de vista histórico ha sido un pueblo con indicios de existencia colonial, y presumiblemente prehispánica, pero los registros documentados no datan si no tres décadas antes de la independencia del Perú. Este distrito formó parte de la intendencia de Quito asta 1784 (primer registro oficial como pueblo existente), ya que dichos territorios pertenecientes a Jaén, estaban dentro de la jurisdicción del virreinato de Nueva Granada. De acuerdo a los primeros registros, Callayuc aparece como anexo, y luego también curato hacia los años de 1780. Posteriormente en pleno proceso de la independencia peruana, Callayuc ya registra como distrito, tales registros son mencionados en archivos colombianos, peruanos y ecuatorianos. Aunque la fecha exacta en torno a su categoría distrital es poco claro, se reconoce al 12 de febrero de 1821 como fecha de aniversario del distrito, aunque solo a inicios de 1824 es creada oficialmente como tal por decreto, bajo la administración dictatorial de Bolívar y es reconocida oficialmente por ley del 2 de enero de 1857 en el segundo gobierno de don Ramón Castilla. 
Tales imprecisiones han sido fruto de que precedieron reivindicaciones y pretensiones históricas  que ponían inestable a dicha jurisdicción, tras estos sucesos; dicho pueblo ha demostrado históricamente y por la evidencia de los hechos ser un pueblo patriota y de hombres que se proclaman libres, pues la primera manifestación se da el 4 de junio de 1821, tras la huida del antiguo gobernador de Jaén, se nombra nuevo gobernador de la provincia a don Juan Antonio Checa, que tras una convocatoria de cabildo abierto, una delegación de callayujanos junto a otros pueblos contemporáneos juran por la independencia de la nueva república.  

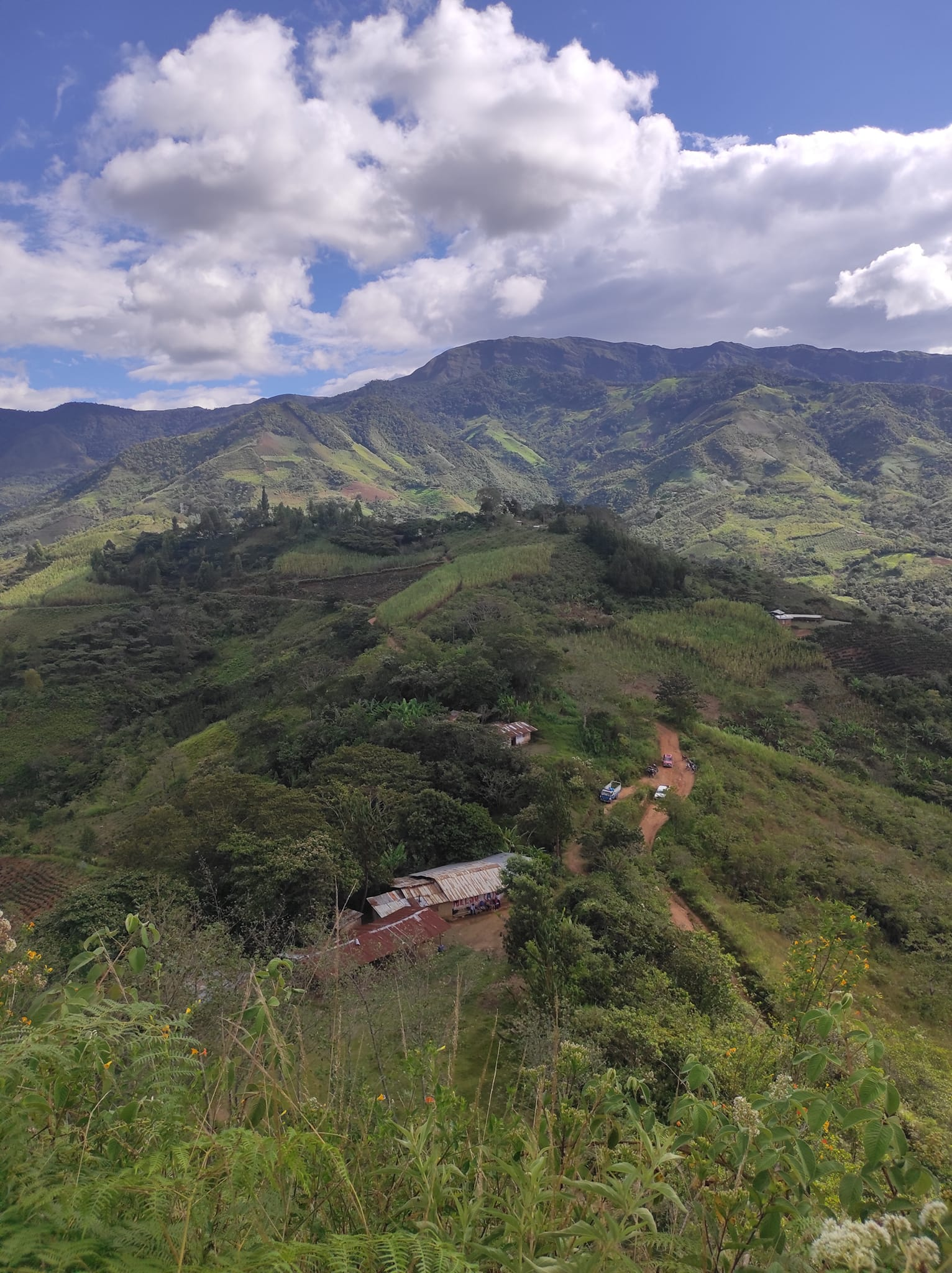
Viviendas típicas callayujanas, junto a cultivos de Caña de azúcar

Luego, tras inminentes pretensiones territoriales de la Gran Colombia (después el nuevo estado ecuatoriano), el 18 de septiembre de 1830 se redacta el "Acta de Callayuc", donde dichos ciudadanos y su alcalde don José Antonio Alejandría señalan reconocer las leyes, decretos y reglamentos peruanos y, por lo tanto, rechazan toda pretensión exterior de sometimiento y leyes que no sean la del Perú.  Callayuc era evidentemente el límite de pretensión de territorio más meridional de la gran Colombia y luego Ecuador, ya que la data histórica y planos cartográficos mencionan territorios callayujanos de la época como Santo Domingo del Colpar u cordillera tarros como zonas límite, entre el territorio original del virreinato del Perú y Nueva granada.  
SEGREGACIÓN Y BANDOLERISMO
Años más tarde después de crearse el departamento de Cajamarca; Jaén provincia empieza a tener su primer desmembramiento, ya que el 22 de octubre de 1910 se crea la provincia de Cutervo por ley 1296, segregándose los distritos de Choros , Pimpingos, Callayuc, Cujillo y Querocotillo.

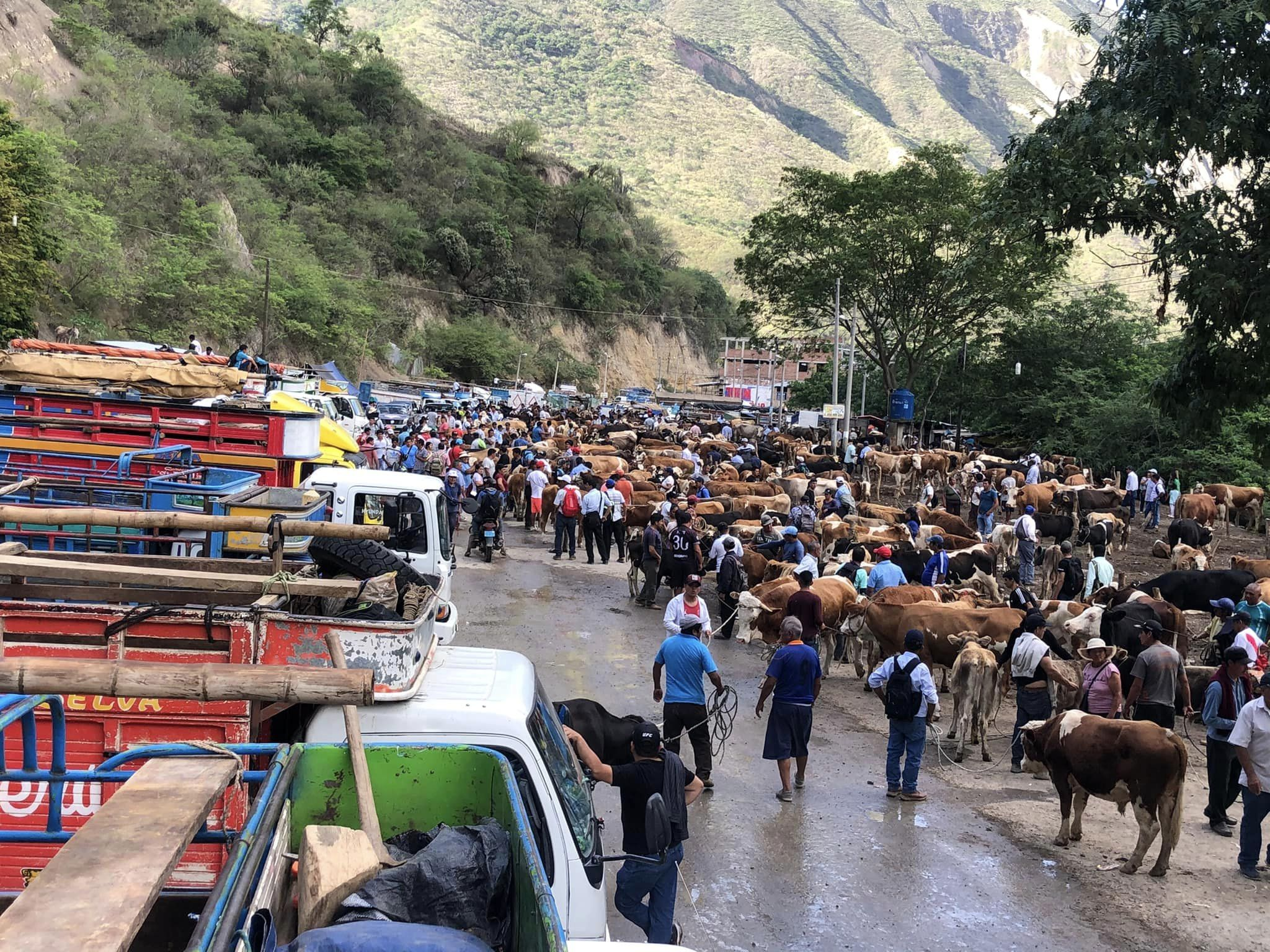
Plaza pecuaria de Chiple

Durante la segunda década del siglo XX; en 1924 se desató una insurrección popular en contra del entonces gobierno de Augusto B Legía, Callayuc fue un escenario importante en el apogeo y fin de ese movimiento guerrillero encabezado por el civil y hombre de hacienda Eleodoro Benel Zulueta, mientras el movimiento en armas daba inicio, Benel entabla lazos de amistad y familiarismo con algunos callayujanos. El enfrentamiento con el gobierno nacional se tornaba más violento y encarnizados combates se daban en las zonas aledañas de Callayuc y anexos, cuyas acciones mantenían en vilo a su población, pero mientras se acrecentaba la persecución contra del caudillo, este se tornaba más desafiante, dando lugar a reclutaciones forzosas de hombres de la zona, tal coaccionar era de  grado o fuerza, la negativa era vista como traición y por lo tanto ejecutados, ocasionando muchas perdidas humanas, esa época es conocida como "Bandolerismo".

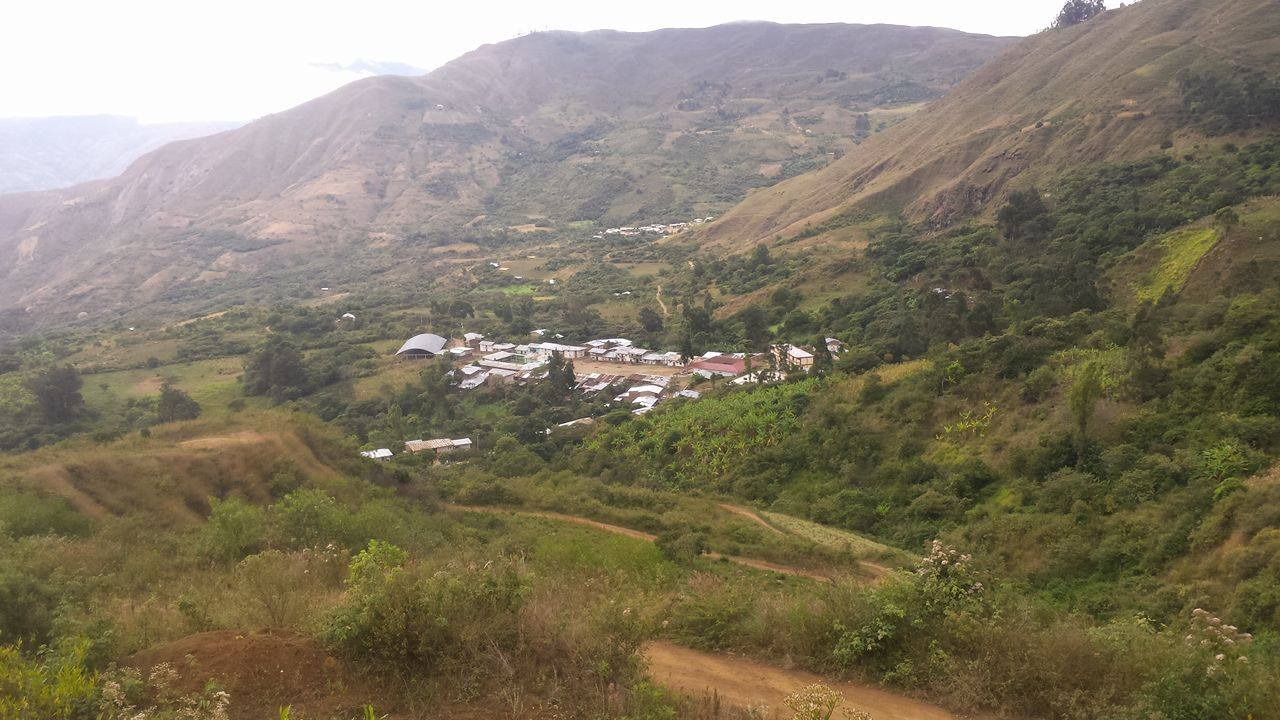
Santa Teresa de Queromarca

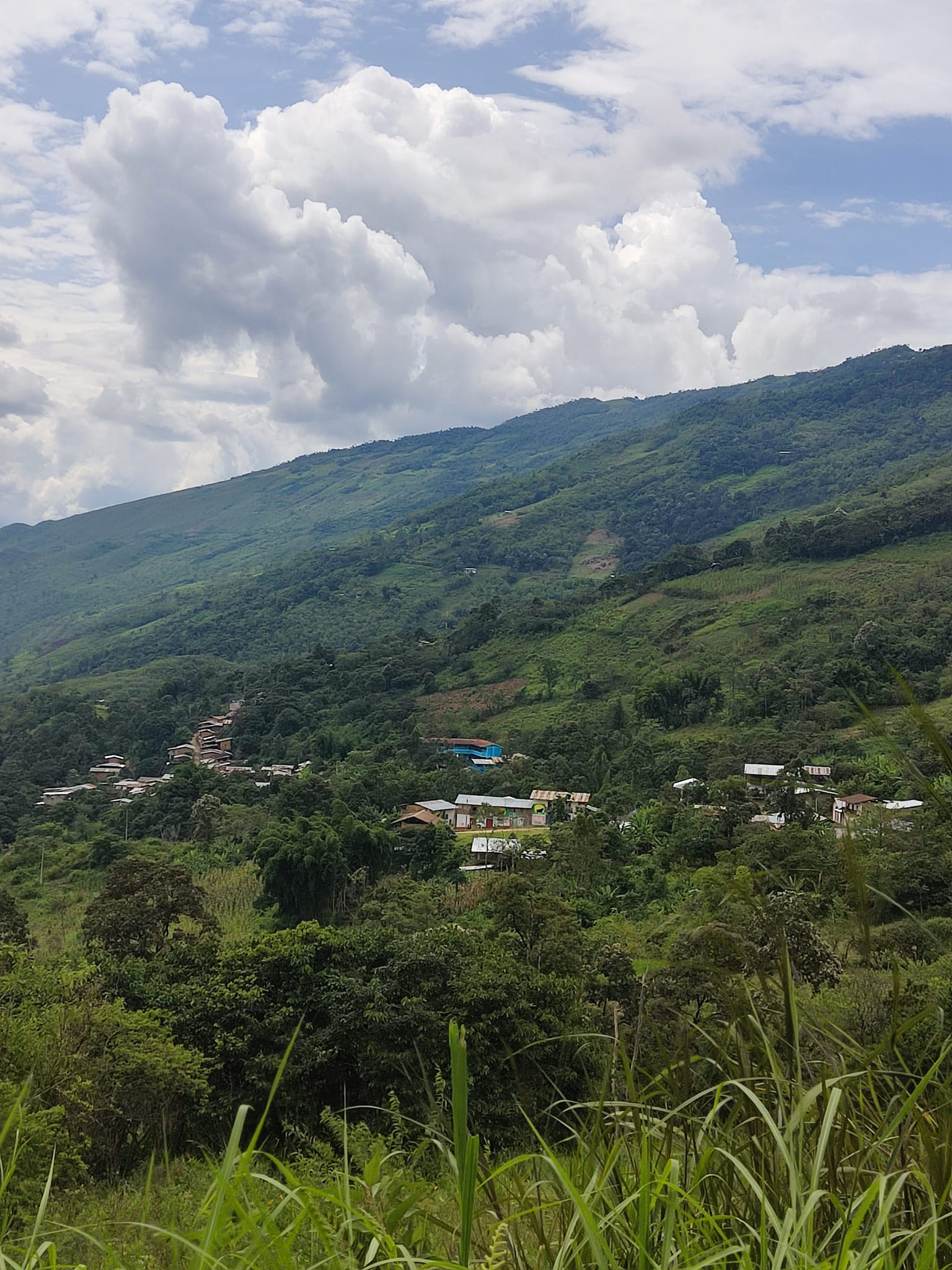
Santa Clara

Finalmente Benel consigue pertrecharse en las zonas montañosas de la cordillera tarros al sureste, territorios boscosos  y remotos del distrito, cuya zona relativamente extensa era propicio para tales cometidos. Ya para el año de 1926, se instala en el caserío callayujano de Silugan. Ese mismo año, la presión y coacción a la población daba engrosamiento militar al guerrillero; las acciones eran cada vez más brutales, acrecentando la pérdida de vidas, saqueos y opresión bajo amenazas. En 1927, hombres de campo y hacendados de la jurisdicción y aledaños empezaban a rechazar unánimemente dichas acciones que en su momento brindaban cierto apoyo, tras estos escenarios los bandoleristas incendian el pueblo de Callayuc, en represalias. Es a mediados de ese año donde Santiago Altamirano un callayujano cercano a las influencias del régimen de Leguía, y al mismo tiempo compadre del guerrillero es nombrado bajo la orden del gobierno para la captura de Benel Zulueta. 
Tras días de terror en la población por ser el campo de batalla de los últimos bastiones de resistencia,  hombres de Altamirano apoyados por fuerzas del gobierno, logran la caída del guerrillero en el sector el Arenal del distrito de Callayuc, poniendo  fin la sublevación  contra el gobierno nacional.

## Geografía

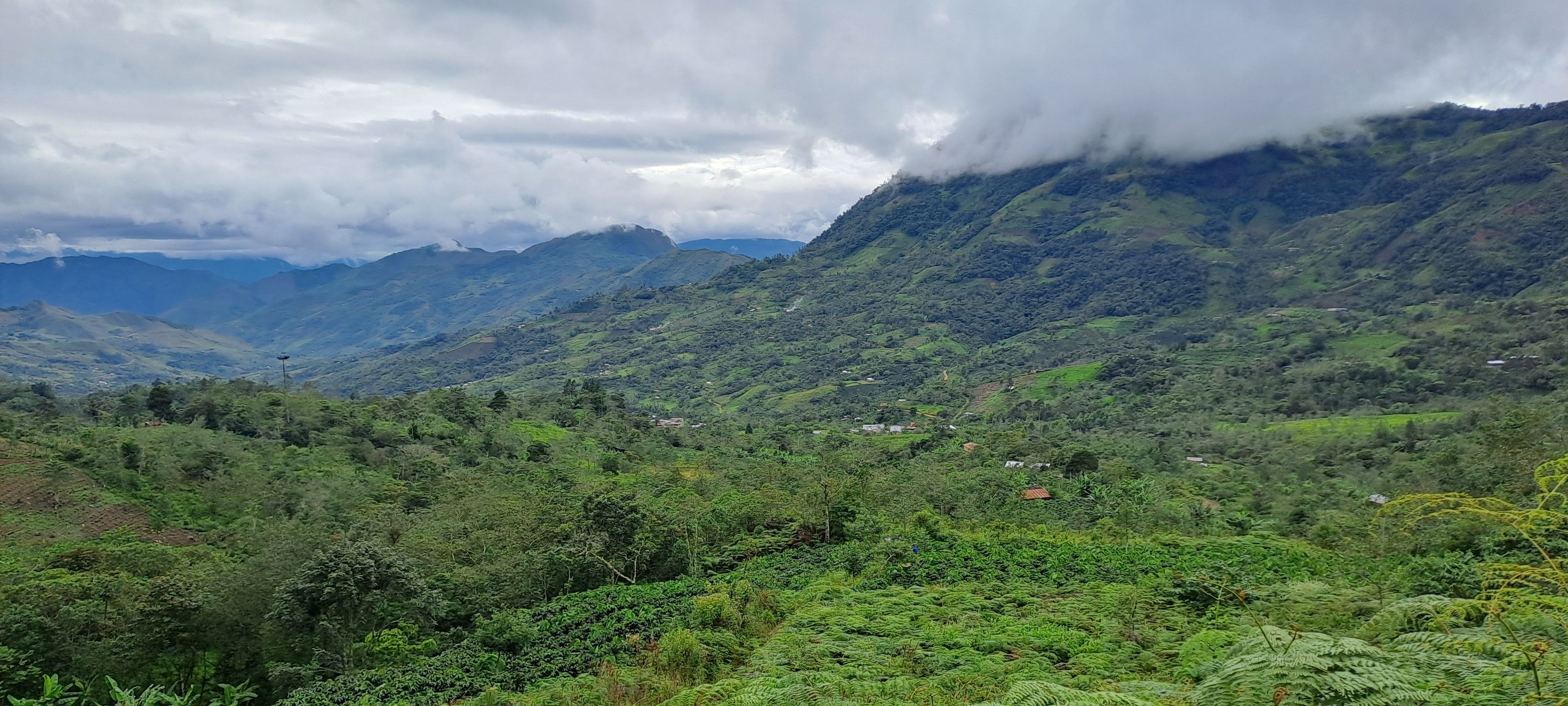
Relieve callayujano, al fondo el dominante cerro Pabellón

Es un territorio moderadamente accidentado, con pisos altitudinales que van desde los 2817 m s. n. m. en el noroeste de su territorio (cerro Wuissuso huichus) su punto más alto; hasta los 690 m.s.n.m (Puerto Chiple) la zona más baja,  haciendo de su territorio una región variada, la vegetación tropical típica de ceja de selva es abundante y existe zonas de valles fértiles en la parte central de su territorio, en los cursos de los ríos Santa Clara , Callayuc, y en el noroeste una pequeña jurisdicción de playa entre la desembocadura de los ríos Chotano y Chamaya. 
En la parte central predomina el clima tropical cálido con moderadas precipitaciones donde se ubica la capital y las principales actividades económicas, al sur presenta un clima de yunga fluvial donde se ubica el poblado El Cumbe , al sureste presenta un clima de escasas precipitaciones donde predomina la región de yunga subtropical.

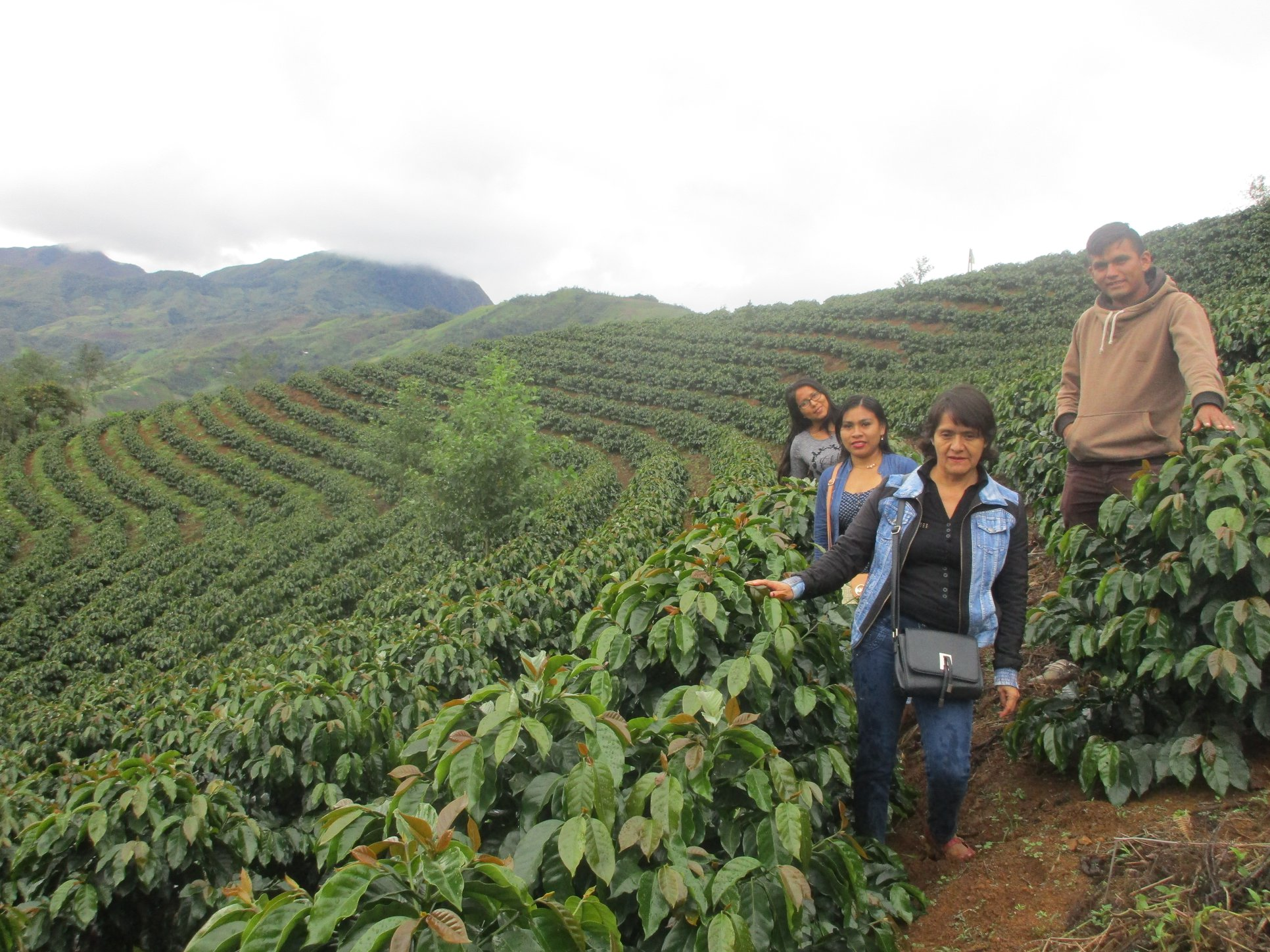
Cafetal Callayujano en zona bh-T, cultivo intensivo y tradicional, al fondo el cerro Carhuarundo

En el noroeste contrastan planicies de vegetación abundante hacia los sectores de Queromarca y Sector el Campo con zonas de playas que no superan los 1000 m s. n. m. en los sectores de Playa Azul, Matara y Puerto Chiple. con precipitaciones estacionarias moderadas. 

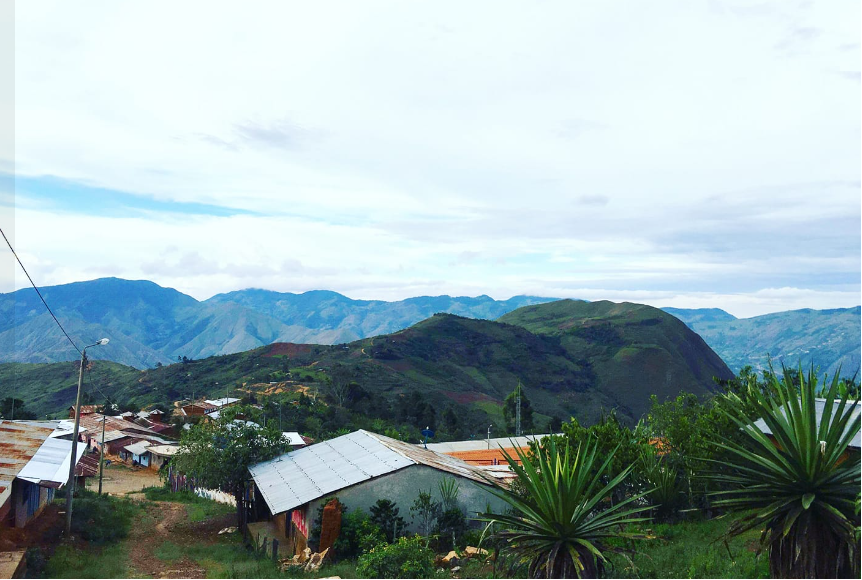
Sector el Campo

La región quechua no es notoria, solo se presenta en los lugares que sobrepasan los 2500 m.s.n.m, mayormente se presenta al occidente, es el caso de zonas adyacentes a los picos de wuissus, marlumba ,  y el paraton, y al sureste las periferias del cerro chinchango o chamusco

## Flora y Fauna
La ubicación hace que dicho territorio albergue una variada vegetación ya que se encuentra entre la transición de los andes occidentales y el borde de la vertiente del atlántico que discurre como transición a los pisos bajos de ceja de selva. Los Andes hacen un breve corte y se adelgazan en las adyacencias de los ríos chamaya y el chotano, para converger y dar paso a la selva alta, entre esos accidentes converge territorios ricos en floresta endémica, y por consiguiente refugio de animales endémicos, algunos amenazados y otros extintos ya de la zona, como ha sido el tigrillo, el puma, los venados, etc, cuya presencia aun era avistada frecuentemente hasta fines de los sesenta del siglo XX.
Aspectos edafológicos
Bosque muy seco – Tropical (bms – T), esta zona se encuentra en la cuenca baja del río callayuc, comprende  localidades  de Juntas, Puerto Chiple y Pindoc, además de toda la margen derecha del río Chamaya que corresponde a su territorio, todas estas zonas están entre los 700 y 1000 m s. n. m. aproximadamente. Es una zona semiárida, La vegetación constituida por arbustos y árboles de porte medio. Predominan especies como el tunsho o árbol barrigón (Pseudobombax septenatum), marlumba, la catahua (Chorisia integrifolia) y el guayacán (Tabebuia sp.),. Esta zona tiene fuerte potencial agrícola, siendo su única condicionante el riego. 
Bosque húmedo – Tropical (bh – T) y Bosque húmedo – Montano Tropical (bh – MT) Estas zonas de vida ocupan fondos de valle, laderas y colinas en la cuenca media y alta de los tributarios de los ríos Callayuc, San José y la zona de amortiguamiento del parque nacional de Cutervo ( extremo sureste del distrito, en Santa Clara) y sus afluentes, ocupando franjas altitudinales entre 1500 a 2500 m.s.n.m, picos como cerro pabellón, cordillera de tarros, wissus y yapana pertenecen a esta clasificación. La cobertura vegetal predominante es arbórea, apreciando un bosque alto y exuberante donde predominan especies de bromelias (tuyos) y orquídeas, presentan un promedio anual de 19.2 °C y 17.2 °C. Existen cultivos destacados como el café, caña de azúcar, palta, yuca, cítricos, maíz, achiote,  entre otros.
Las tierras con bosques naturales, presentan especies nativas de árboles y arbustos que brindan una cobertura bastante densa en su interior y alberga una importante biodiversidad de flora y fauna silvestre de un alto valor bioecológico. Constituyen varias unidades abarcando un considerable porcentaje de cobertura verdosa territorial.
Las tierras de bosque seco, abarca una pequeña proporción al extremo norte a la margen del río Chamaya desde la desembocadura del río Chotano hasta la desembocadura del río Callayuc en los límites con Jaén, En las zonas bajas, presentan suelos aluviales en  toda la cuenca cubiertos por el cultivo de arroz; y frutales. 
Frontera Agrícola
Las Tierras agrícolas y la vegetación arbustiva están cubierto por cultivos permanentes y bosques naturales, el café asociado al bosque natural, seguido de extensas riberas de caña de azúcar, además destacan áreas de, arroz y cacao, existen variedad de  frutales tropicales e interandinos cultivados a escala de subsistencia familiar, como naranjos, chirimoyos, nísperos, cansa boca, granadilla, piña, zapote, bananos, papayo, cocoteros, entre otros.  
Las Tierras con pastos naturales son utilizados de forma bimodal para actividad pecuaria (pastos) y actividad agrícola, razón por la que se ha denominado como tierras de uso agropecuario. Según el censo agrario de 1994  Callayuc tenía 4595 vacunos, 2110 porcinos, y 9524 pollos, reportándose como un distrito potencialmente agropecuario.

## Atractivos turísticos
==
Callayuc es un distrito milenario, tradicional, y vasto, condiciones y aspectos que lo hacen peculiar, territorio habitado desde la época prehispánica cuyos vestigios se manifiestan en las ruinas arqueológicas del paratón, cuyas escasas investigaciones aun no determinan la antigüedad aproximada y la influencia sobre el actual distrito y sus gentes.
Al ser un territorio variado y de alto contraste, hace que albergue colinas espesas de bosque subtropical montano,  que se manifiestan de sur a norte, desde la cordillera de los tarros hasta la cordillera del wissus, cuyas zonas por su clima en su mayoría agradable, es visitada por sus habitantes muy a menudo como forma de esparcimiento, vida social y camping.
En patrimonio local, el distrito al ser fundado desde los inicios de la república, y poblado desde tiempos virreynales, ha pasado por episodios que han enriquecido su pasado, pero contrariamente a lo que debería pasar, dicho pueblo no ha logrado preservar y solo conserva algunos vestigios de su pasado reciente, como la casa del revolucionario Eleodoro Benel, la casa hacienda de Queromarca y las centenarias casonas del poblado de Santa Clara.  
Galería Turística 

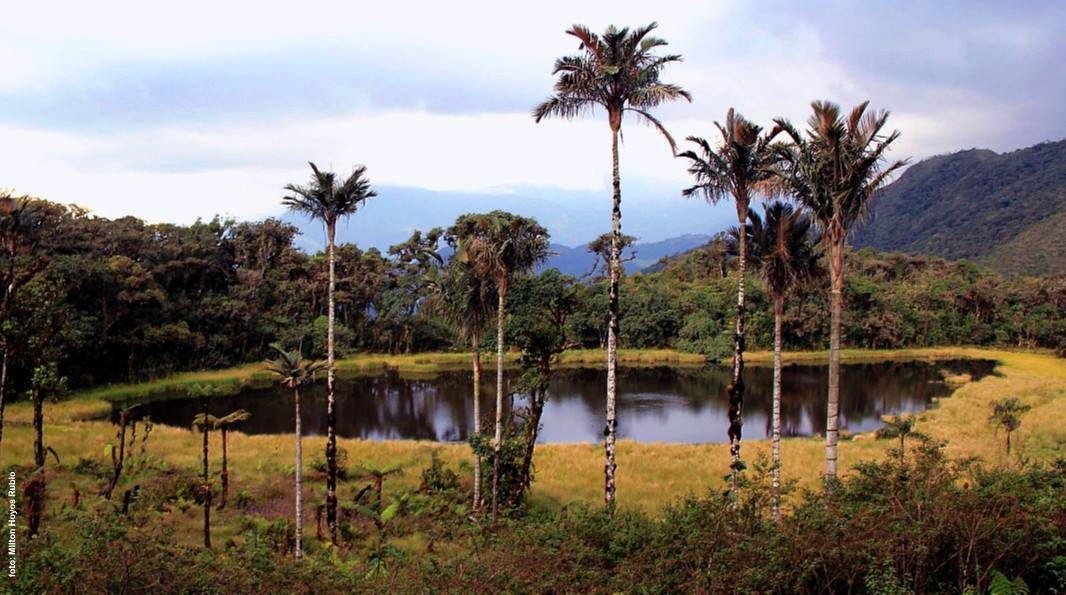
Laguna negra, ubicado en el Cumbe, al sur del distrito.
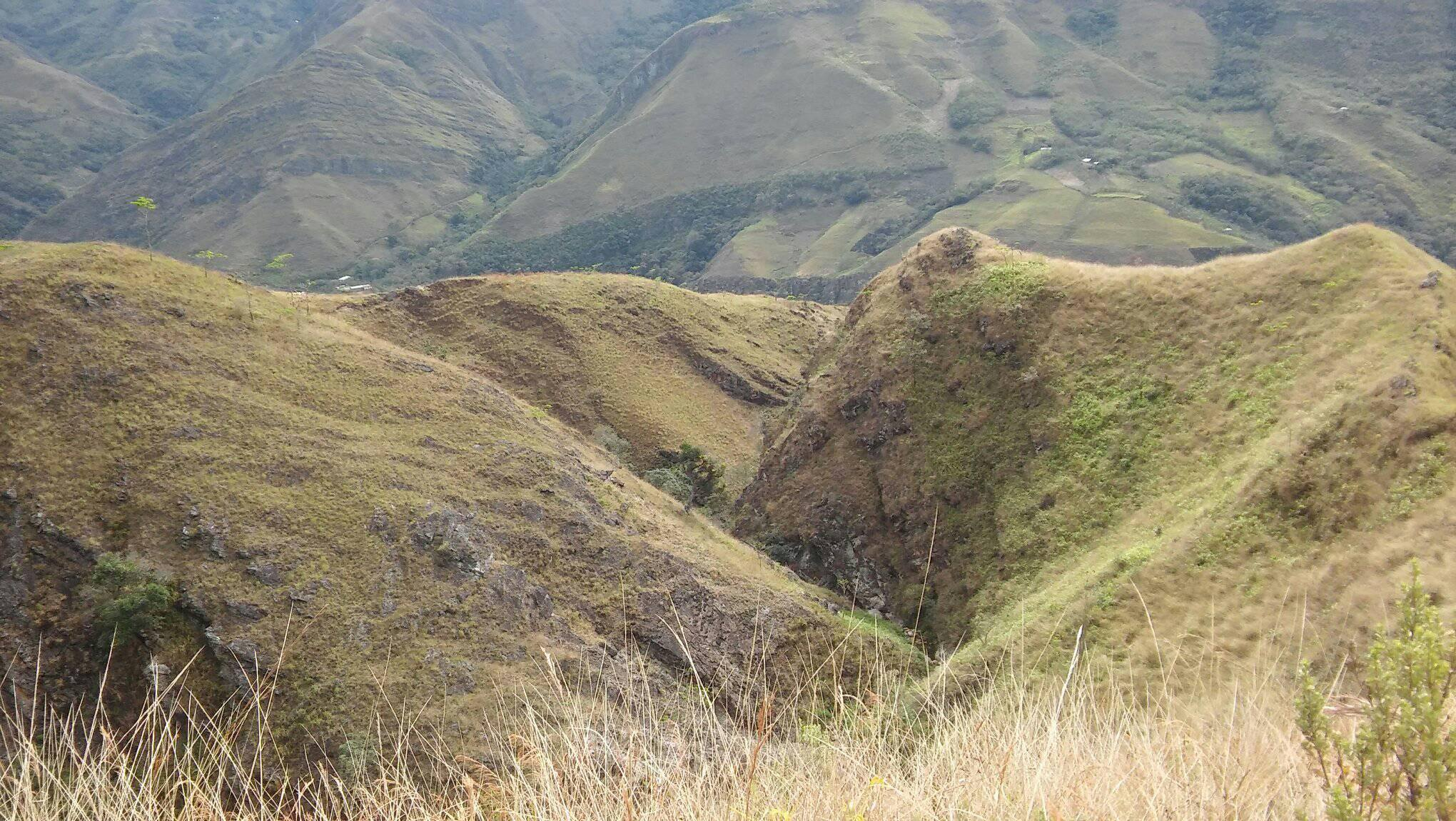
Páramo quechua en el cerro chinchango - centro poblado de Santa clara.
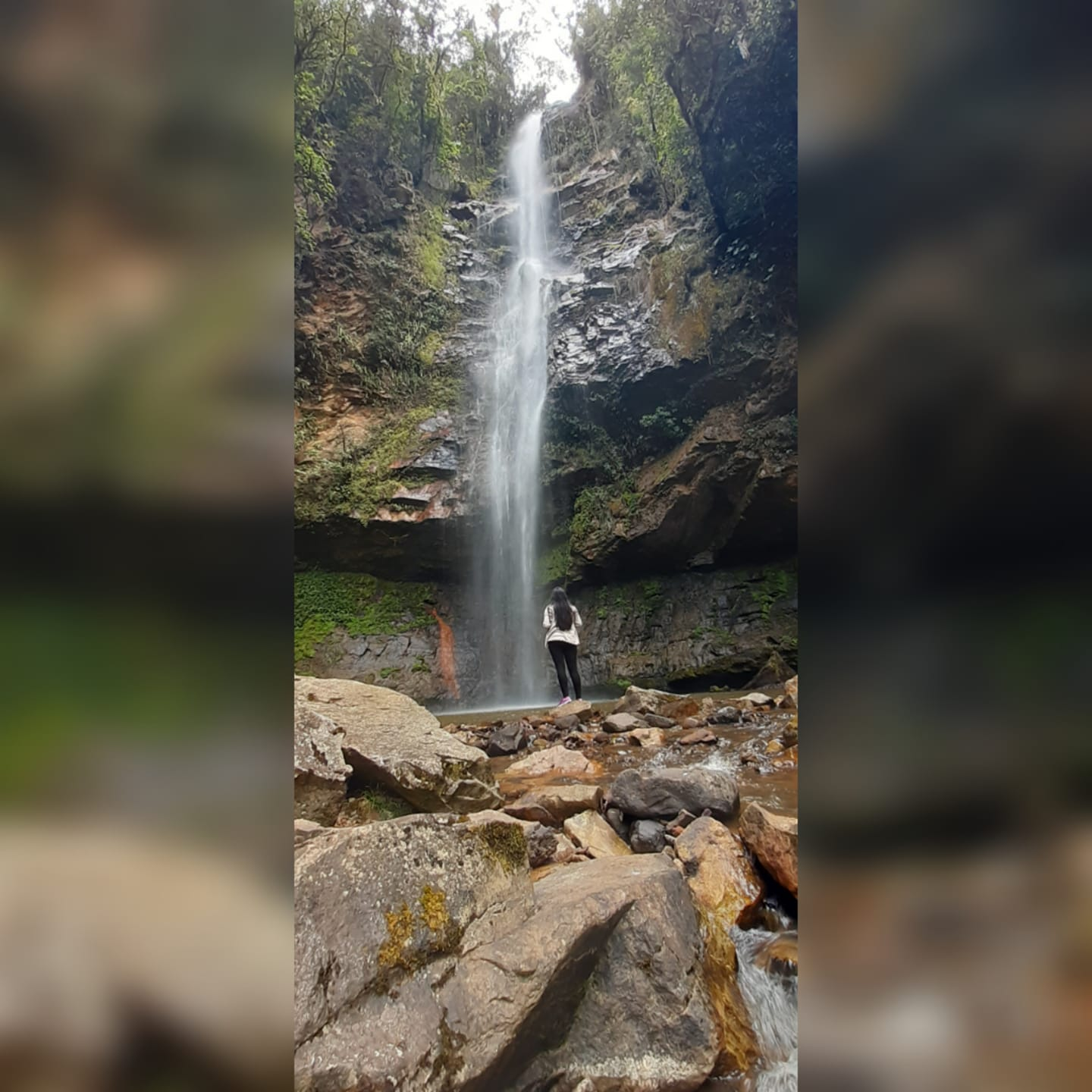
Catarata  Viluco, ubicada al oeste del distrito.
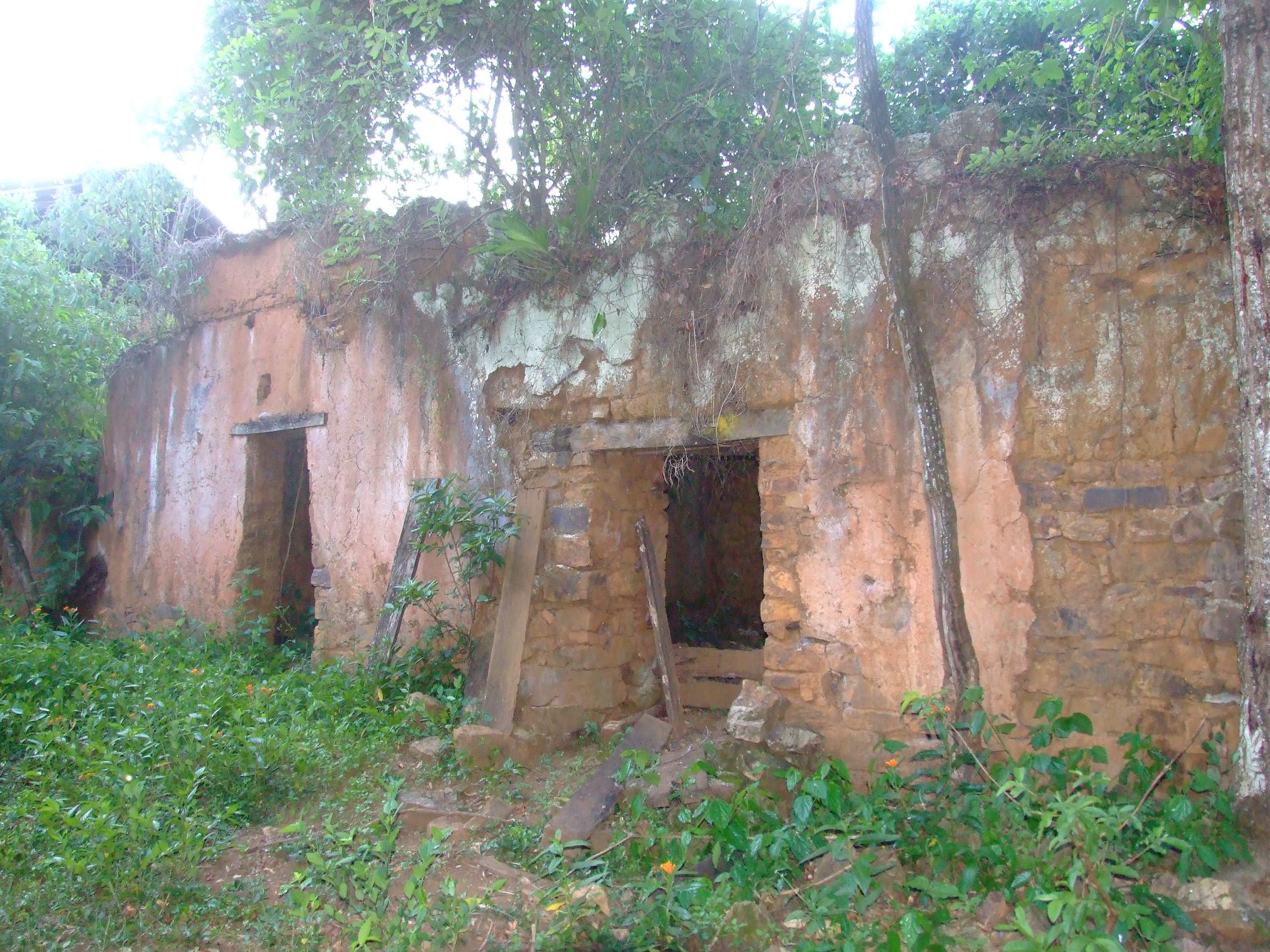
Ruinas de la casa hacienda del insurrecto Eleodoro Benel, en Santa Clara.
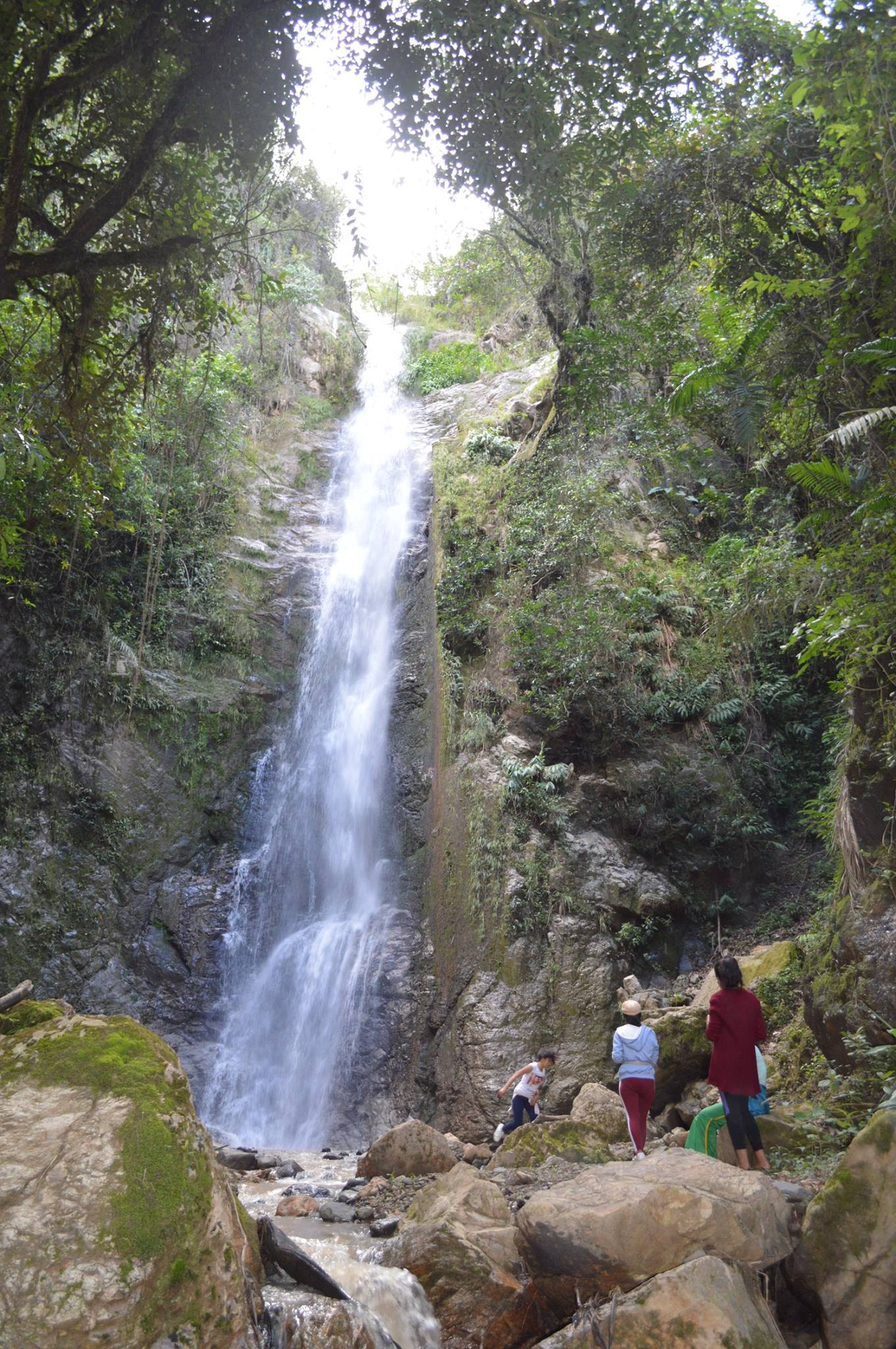
Catarata la merendana al suroeste del distrito.
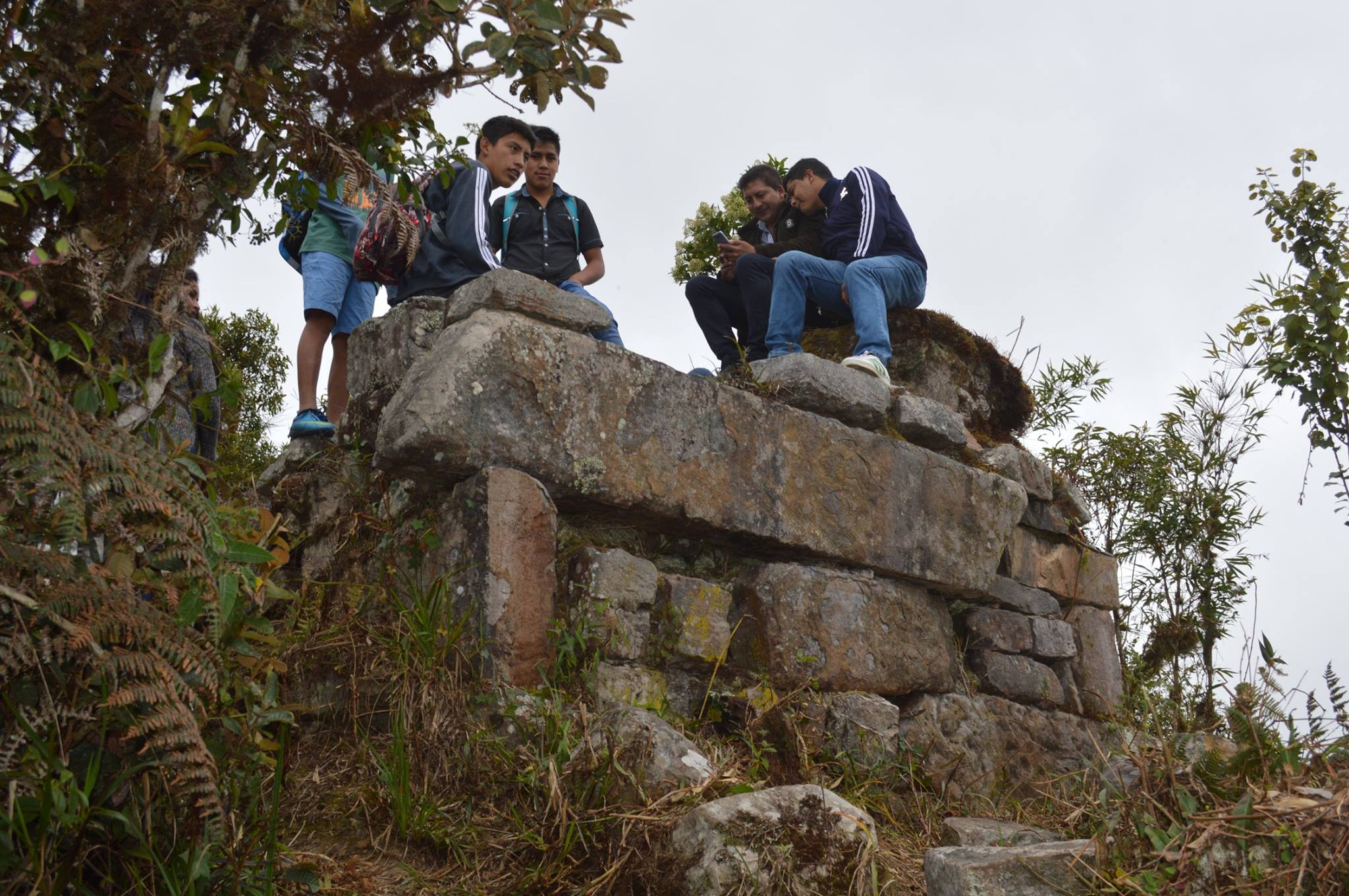
Ruinas del paratón, ubicadas en la Paccha, al oeste del distrito.
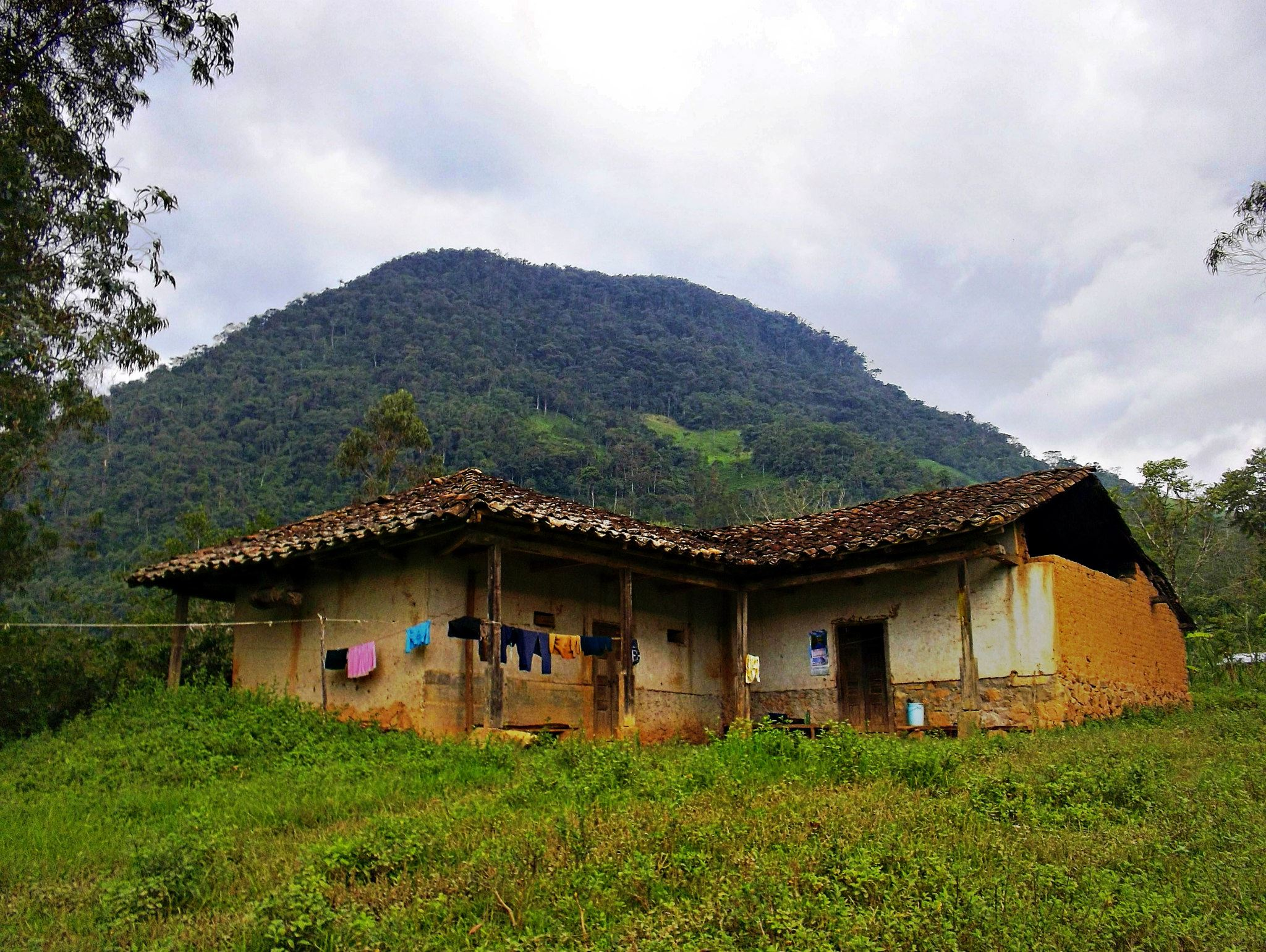
El cerro pabellón, en el Cumbe, al sur del distrito.
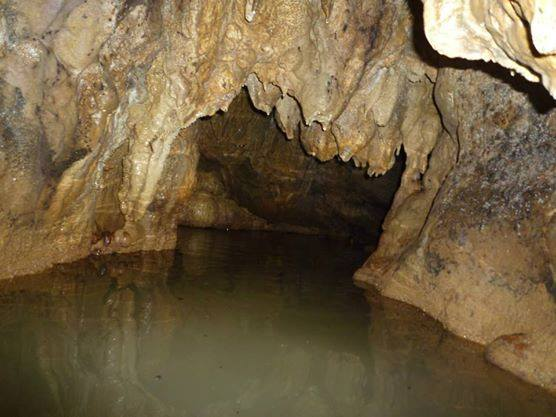
Las grutas de Santa Clara, con estalagmitas, en el centro poblado homónimo al sureste.
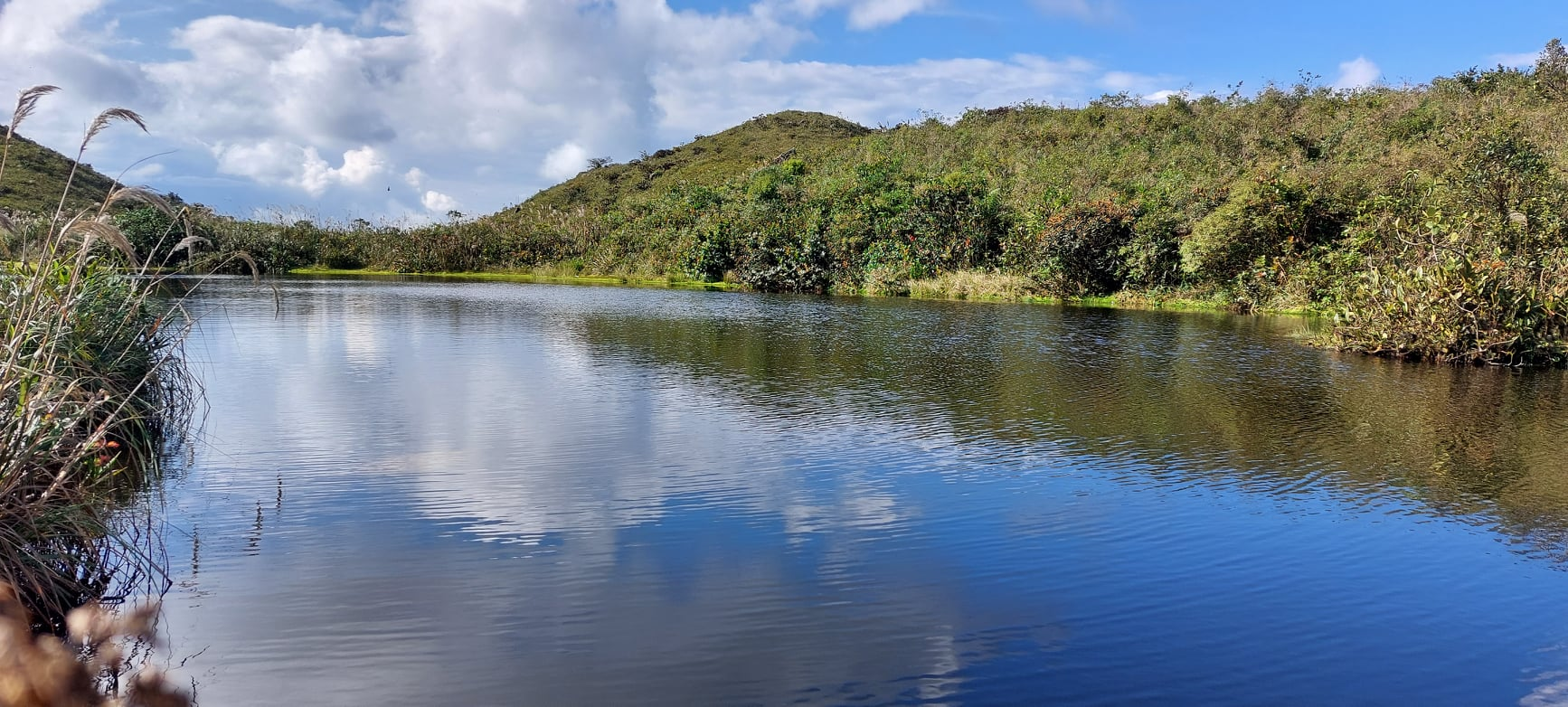
Laguna Patachaki, en la cordillera el arenal de Callayuc
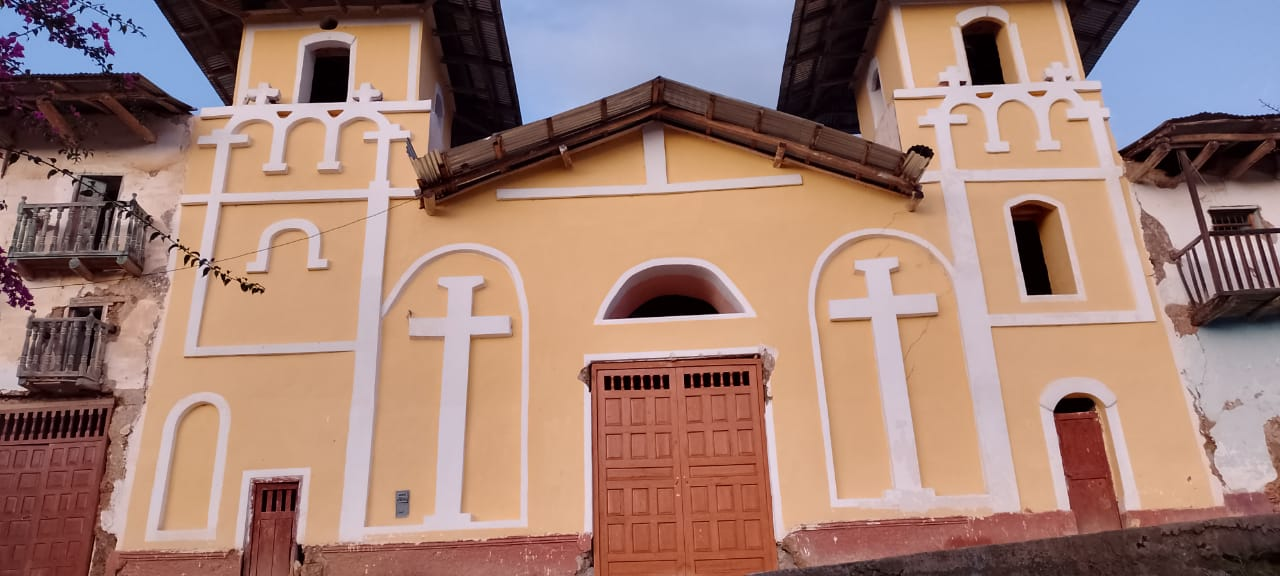
Centenaria iglesia de Santa Clara
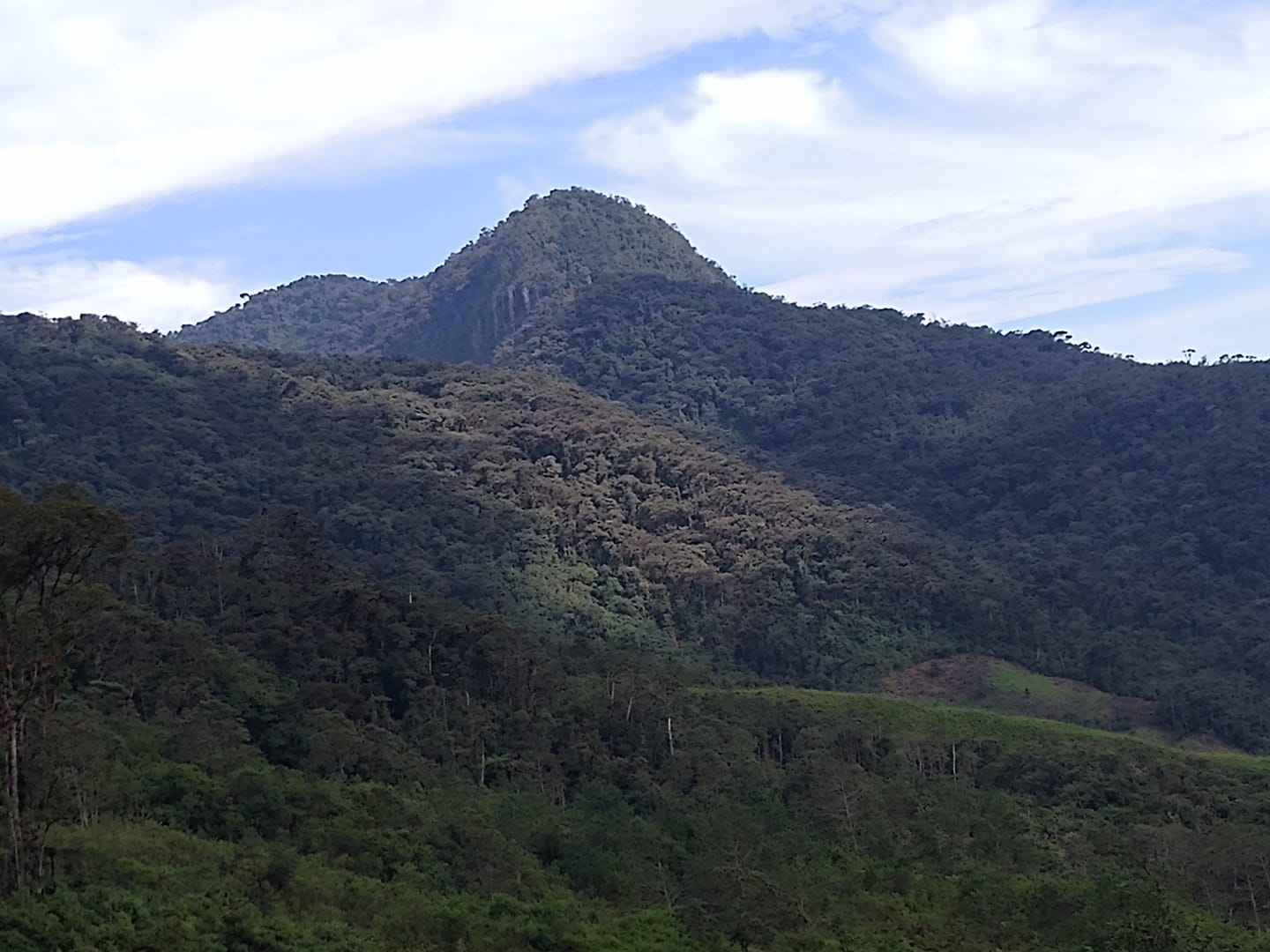
Cordillera del wissus, exuberante bosque y místico lugar, patrimonio distrital en proceso de protección.
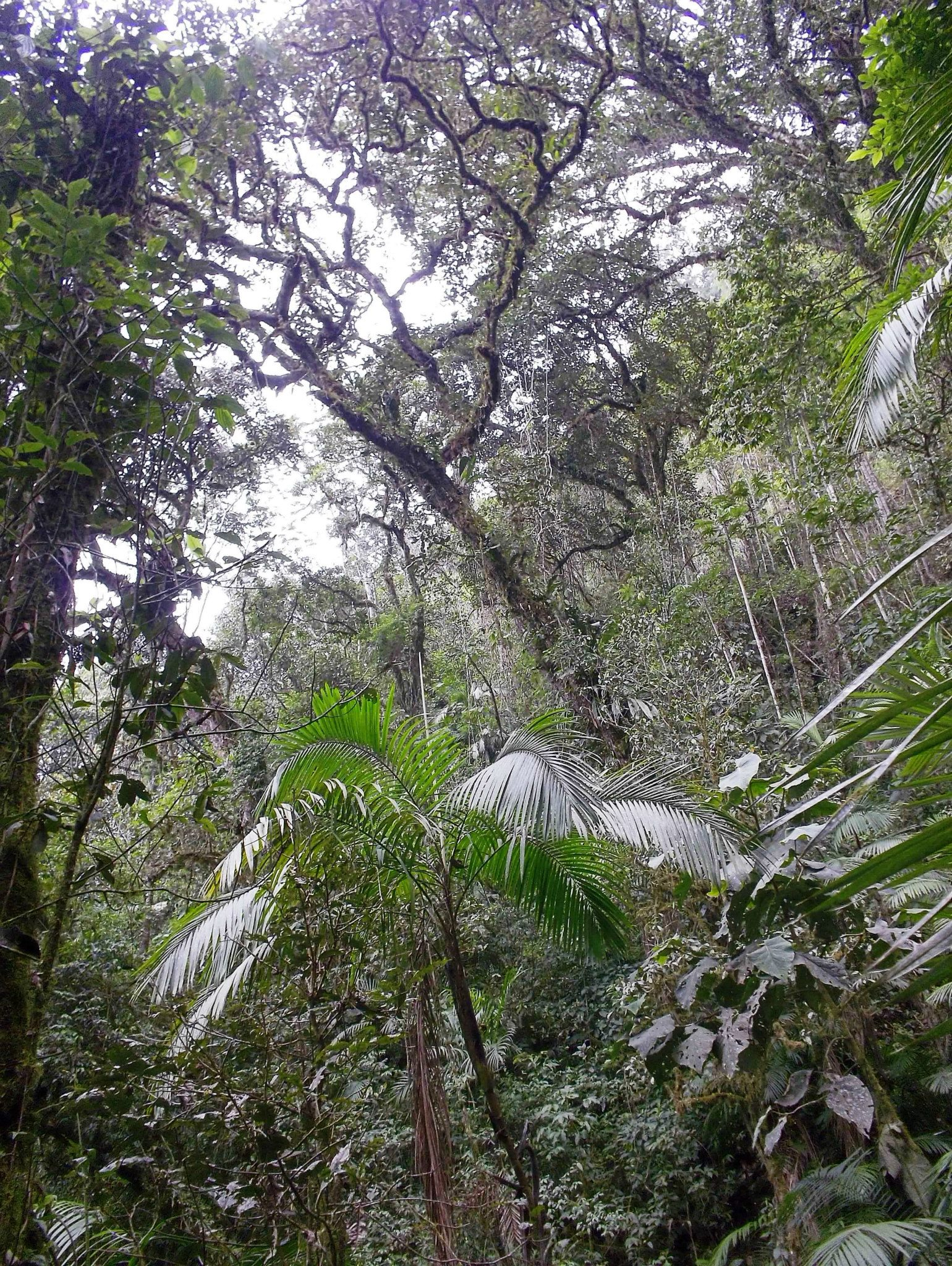
Interior del bosque montano del pabellón.
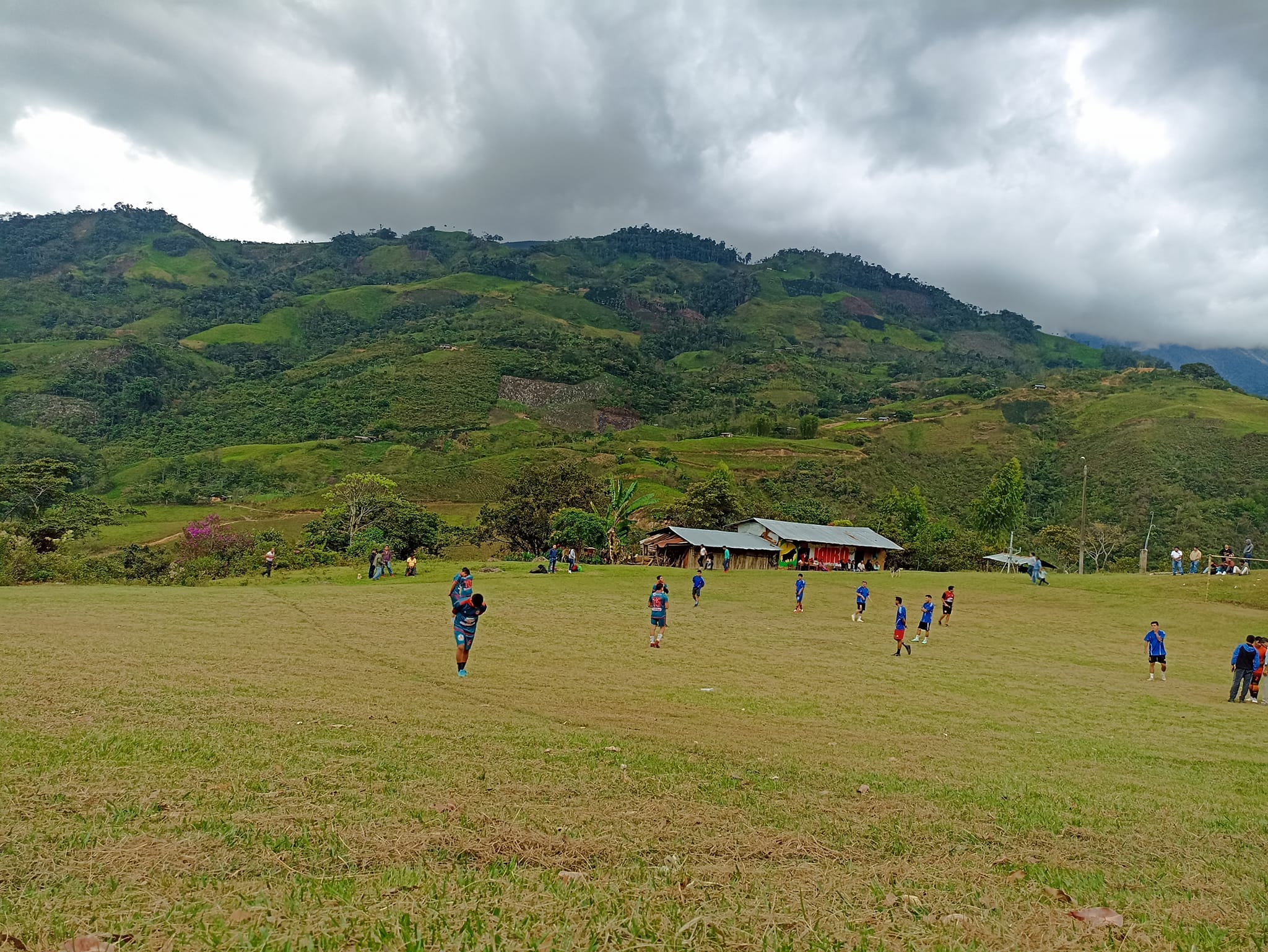
Pintoresco paisaje de Sadamayo, fronterizo al Parque Nacional de Cutervo.

## Clima
Callayuc cuenta con un clima agradable, en términos generales su circunscripción territorial predomina dos climas muy marcados; el clima tropical cálido-  seco característico de ceja de selva y el clima templado semihúmedo en las zonas periféricas (algunos caserios).
La localidad de Callayuc tiene un clima tropical, en invierno se registra menos lluvia que en verano. según el sistema de clasificación Köppen-Geiger El clima se considera AW (TROPICAL CON INVIERNO SECO ).cabe mencionar que las temperaturas varían por su extensión y prolongación de su territorio.
- Temperatura media anual: 19.4 °C.
- Precipitaciones: 723 mm media al año
  - Mes más seco: julio, 20 mm. A 124 mm.
  - mes de mayor precip/año: marzo, 124 mm.
  - mes más caluroso: enero 23 °C promedio.
  - mes más frío: julio 18.3 °C promedio.

Ubicación cardinal
|                                 | Norte: Distrito de Colasay y Pucará(Jaén)    |                                            |
| Oeste: Distrito de Querocotillo |                                              | Este: Distrito de Santa Cruz (Cutervo)     |
|                                 | Sur: Distrito de Santo Domingo de la Capilla | Sureste: Distrito de San Andrés de Cutervo |

## Autoridades

### Municipales
Alcalde Juan Sánchez Mena 2023 - 2026
Alcaldes anteriores
Históricos
1°  1802 - 1807 ?* - o hasta 1818  y probablemente hasta 1825 ?*  José Ladrón de Guevara
2°  - 1830 -* José Antonio Alejandría
3°  1858 - 1868* José de los Santos del Campo o José Santos del Campo* (Alcalde y también Gobernador)
Nota° *( los datos y años son  tomados en base de algunos documentos históricos que aparecen en los enlaces web,  por lo que no existe los años precisos de inicio y fin de los periodos en que han ejercido el cargo dichos personajes).
Contemporáneos
- 1964 - 1966: Máximo Ríos Flores, de la Coalición APRA - UNO.
- 1967 - 1969: Máximo Ríos Flores, de la Coalición APRA - UNO.
- 1969 - 1980: Gobierno militar.
- 1981 - 1983: Nolberto Olivera Linares, de Acción Popular.
- 1984 - 1986: Máximo De la Cruz Ríos Flores, del Partido Aprista Peruano.
- 1990 - 1992: Edilberto Tello Fernández, de L.I. N° 11.
- 1993 - 1995: Justiniano Heredia Bustamante, de L.I. N° 11 Frente de Integración Subregional.
- 1996 - 1998: Justiniano Heredia Bustamante, de L.I. Nro 11 Movimiento Independiente Integración Callayuc.
- 1999 - 2002: Oscar Rodrigo Becerra, del Movimiento Independiente Somos Perú.
- 2003 - 2006: Justiniano Heredia Bustamante, de la Alianza Electoral Unidad Nacional.
- 2007 - 2010: Fidel Torres Alejandría, del Partido Aprista Peruano.
- 2011 - 2014: Oscar Mena Vílchez, de la Alianza Cajamarca Siempre Verde - Fuerza 2011.
- 2015 - 2018: Oscar Mena Vílchez, de Cajamarca Siempre Verde.
- 2019- 2020 y 2022: Ángel Montenegro Cabrera
- 2021: Idelso Coronel Heredia

### Policiales
- Comisario:    PNP